# Griva cendrosa
La griva cendrosa (Geokichla cinerea) és un ocell de la família dels túrdids (Turdidae).

## Hàbitat i distribució
Habita els boscos de les illes de Luzon i Mindoro, a les Filipines.